# Конституция Фиджи
Конституция Фиджи 2013 года (англ. Constitution of Fiji) — основной закон Республики Фиджи, вступивший в силу 6 сентября 2013 года, после подписания президентом Фиджи рату Епели Наилатикау. Конституция ликвидирует установление квот и составление избирательных списков на основе расовой принадлежности, районные представительства, невыборную верхнюю палату парламента и уменьшает роль Верховного совета вождей. Также Конституция впервые предоставила право на множественное гражданство и снизила возраст голосования до 18 лет.

## Краткая характеристика
Первая конституция Фиджи, принятая в 1970 году после провозглашения независимости от Великобритании, содержала положения для закрепления политического превосходства коренного населения Фиджи. Однако, несмотря на это, в 1987 году было избрано правительство, состоящее из фиджи-индийского меньшинства, что привело к двум государственным переворотам. В результате, Конституция 1990 года содержала ещё более жёсткие меры.
Распространение фиджи-индийских разногласий в сочетании с изменением численности коренного населения побудило к более всеобъемлющему подходу к вопросу в Конституции 1997 года. За этим последовали выборы первого фиджи-индийца в качестве премьер-министра Фиджи и неудачный государственный переворот 2000 года. Конституция 2013 года обеспечила равный статус фиджийцев и фиджи-индийцев в стране.

## Предыстория
Государственный переворот 2000 года был завершён военным вмешательством. Пятнадцать человек погибли. Власть была передана гражданской администрации, которая впоследствии победила на выборах 2001 года и предоставила досрочное освобождение нескольким заговорщикам.
Это возмутило главу Вооруженных сил Республики Фиджи, Фрэнка Мбаинимараму, выступавшего против нового правительства. Он формально потребовал полной отмены решений, что, в конце концов, привело к бескровному перевороту в декабре 2006 года.
Как премьер-министр, Мбаинимараму заявил, что избирательная система на основе расовой принадлежности должна быть реформирована до проведения новых выборов. После нескольких месяцев международного давления он объявил о выборах в 2009 году, но затем отменил их, заявив, что для предотвращения возвращения старого режима потребуется новая система (новая перепись населения, новый список избирателей и новая Конституция).
В 2008 году созданный правительством Национальный совет по улучшению Фиджи опубликовал «Народную хартию перемен, мира и прогресса», в которой были разработаны основные принципы для разработки новой конституции, а в 2012 году общественные слушания начались по всей стране, чтобы получить наиболее полную информацию от населения государства.

## Критика
Оригинальный автор проекта Конституции Яш Гхай публично не согласился с изменениями в заключительном документе, включая снятие регионального представительства, утверждая, что он выступает за более крупные политические партии.
Согласно статье, опубликованной в The Economist, Новая Зеландия, несмотря на успех на выборах, партия FijiFirst «презирает» коренных фиджийцев за реализацию Конституции 2013 года, в которой все граждане Фиджи названы «фиджийцами», независимо от их этнической принадлежности. В результате «некоторые» фиджи-индийцы опасаются «культурного уничтожения» и «исламского заговора в целях получения контроля над страной» по причине того, что генеральный прокурор Фиджи являлся мусульманином.